# Zegg
Zegg, en allemand Zentrum für experimentelle Gesellschaftsgestaltung (soit « Centre pour un design culturel expérimental »), est un écovillage situé aux abords de la ville de Bad Belzig (Allemagne), à environ 80 km au sud-ouest de Berlin. 
Il s'agit d'une communauté intentionnelle et un centre international de séminaire visant à développer et à mettre en œuvre une façon de vivre écologiquement et socialement durable. À cette fin, elle intègre des travaux sur le développement personnel, l’établissement d'une façon de vivre coopérative et respectueuse de l’environnement et la participation aux questions politiques. En particulier, Zegg se concentre sur des approches innovantes de l’amour et de la sexualité et a développé et pratiqué l'usage d'outils pour l'expression personnelle et la construction de la confiance dans des groupes larges, dont le Forum Zegg.
Zegg a été fondé en 1991 sur un site de 37 acres. En 2011, cent personnes y vivent, dont 15 enfants et jeunes. Les infrastructures sur le site incluent : un site de traitement des eaux écologique, un système de chauffage neutre en CO2, un jardin de légumes bio, des bâtiments en torchis, des salles de méditation, des studios d'artistes, des ateliers, des maisons d'accueil, le bâtiment des enfants, et un ensemble d'autres salles et infrastructures prévues pour des évènements et séminaires.
Depuis 2015, Zegg est reconnu comme une organisation à but non lucratif.